# Slosarczykovia
Slosarczykovia is een geslacht van inktvissen uit de familie van de Brachioteuthidae.

## Soorten
- Slosarczykovia circumantarctica Lipinski, 2001

### Synoniemen
- Slosarczykovia linkovskyi Lipinski, 2001 => Brachioteuthis linkovskyi (Lipinski, 2001)